# UJ-22 Airborne
UJ-22 Airborne — многоцелевой беспилотный ударный авиационный комплекс, который был разработан украинской компанией «UKRJET». Используется Вооружёнными силами Украины с 2020 года

## Характеристики
Согласно информации фирмы-производителя, беспилотны летательный аппарат имеет следующие характеристики:
- Длина — 330 см;
- Размах крыльев — 460 см;
- Взлётная масса — 85 кг;
- Максимальный радиус действия в управляемом режиме — 100 км;
- Максимальный радиус действия в автономном режиме — 800 км;
- Максимальная длительность полёта — 7 часов;
- Максимальная скорость — 160 км/ч;
- Крейсерская скорость — 120 км/ч;
- Минимальная высота полёта — 50 м;
- Максимальная высота полёта — 6000 м